# Затор (Малопольське воєводство)
Затор (пол. Zator) — місто в південній Польщі.
Належить до Освенцімського повіту Малопольського воєводства.

## Демографія
Демографічна структура станом на 31 березня 2011 року:

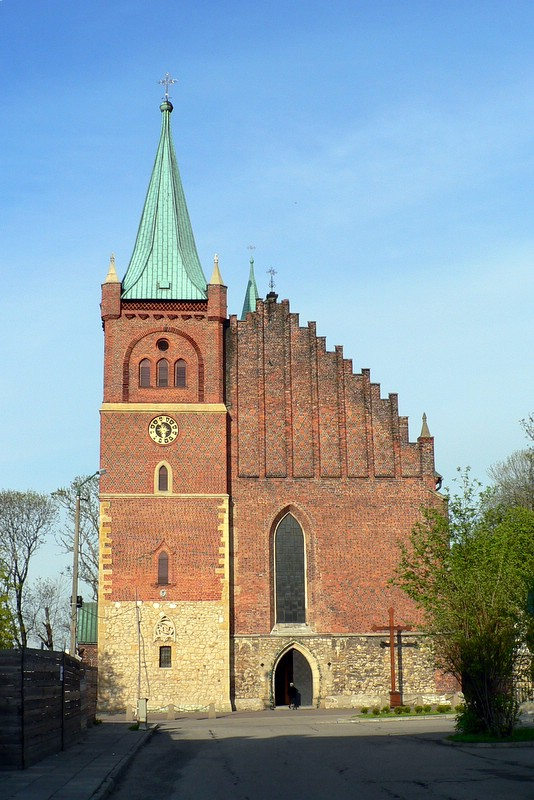
Костел в Заторі

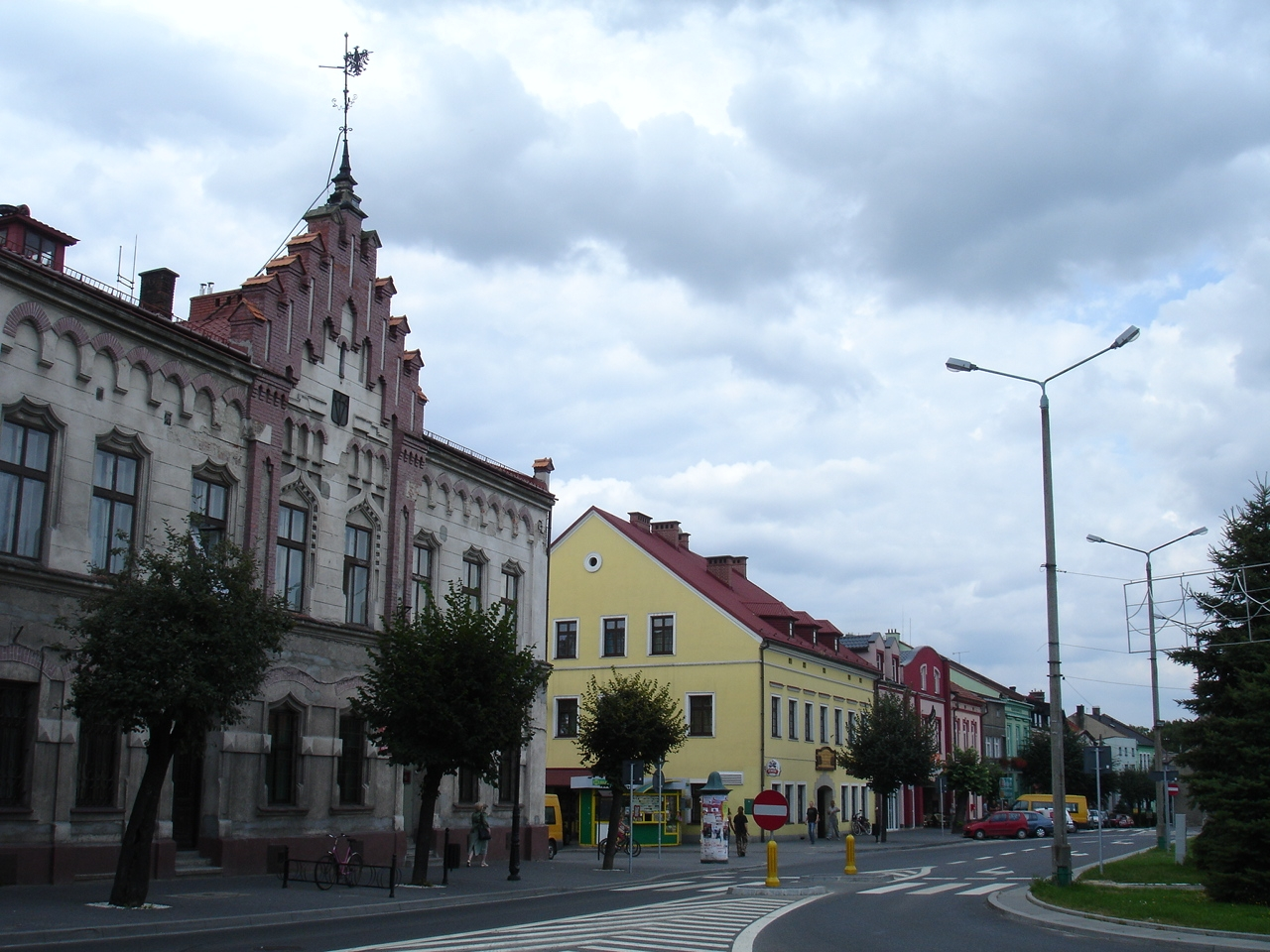
Ринок з ратушею

|          | Загалом | Допрацездатний вік | Працездатний вік | Постпрацездатний вік |
| -------- | ------- | ------------------ | ---------------- | -------------------- |
| Чоловіки | 1835    | 364                | 1279             | 192                  |
| Жінки    | 1871    | 311                | 1139             | 421                  |
| Разом    | 3706    | 675                | 2418             | 613                  |